# Cameraria affinis
Cameraria affinis là một loài bướm đêm thuộc họ Gracillariidae. Nó được tìm thấy ở Québec và Hoa Kỳ (bao gồm Connecticut, Texas, Utah và Kentucky).
Ấu trùng ăn Lonicera species (bao gồm Lonicera × bella Zabel 'albida'), Symphoricarpos species (bao gồm Symphoricarpos orbiculatus) và Triosteum angustifolium. Chúng ăn lá nơi chúng làm tổ.